# Instituto Max Planck de Física Extraterrestre
O Instituto Max Planck de Física Extraterrestre é um Instituto Max Planck localizado em Garching, perto de Munique, Alemanha. Em 1991, o Instituto Max Planck de Física e Astrofísica dividiu-se em três instituições: o Instituto Max Planck de Física Extraterrestre, o Instituto Max Planck de Física e o Instituto Max Planck de Astrofísica.
O Instituto Max Planck de Física Extraterrestre havia sido fundado como sub-instituto em 1963. Suas atividades científicas são dedicadas principalmente à astrofísica com telescópios orbitando no espaço. Uma grande quantidade de recursos é investida no estudo de buracos negros nas galáxias e no universo remoto.